# Astragalus ajfreidii
Astragalus ajfreidii är en ärtväxtart som beskrevs av James Edward Tierney Aitchison och John Gilbert Baker. Astragalus ajfreidii ingår i släktet vedlar, och familjen ärtväxter.

## Underarter
Arten delas in i följande underarter:
- A. a. ajfreidii
- A. a. brevivexillatus